# Tim Heidecker
Timothy Richard Heidecker (/ˈhaɪdɛkər/) (Allentown, 3 febbraio 1976) è un comico, sceneggiatore, regista, attore e musicista statunitense.
È noto soprattutto per essere un membro del duo comico Tim & Eric, insieme a Eric Wareheim. Inoltre ha recitato in diversi lungometraggi tra cui Le amiche della sposa, Tim and Eric's Billion Dollar Movie, The Comedy, Ant-Man and the Wasp e Noi. Attualmente è co-conduttore della webserie umoristica On Cinema, recitando nel suo spin-off Decker con Gregg Turkington, e Office Hours Live insieme a DJ Douggpound e Vic Berger.

## Biografia
Tim Heidecker è nato ad Allentown, in Pennsylvania, il 3 febbraio 1976. Ha frequentato la Allentown Central Catholic High School e la Temple University, dove ha incontrato il suo futuro partner comico Eric Wareheim.

### Carriera

#### Televisione
Tim Heidecker e Eric Wareheim sono diventati noti per la prima volta come creatori, sceneggiatori e protagonisti della serie animata Tom Goes to the Mayor, trasmessa originariamente dal novembre 2004 al settembre 2006 sul canale Adult Swim. Tim interpreta "Tom", il quale porta continuamente le sue idee al sindaco (interpretato da Wareheim), che finisce per contrastarle nella maggior parte dei casi e lasciare Tom in una situazione peggiore di quella iniziale. Un primo concept della serie è stato mostrato al comico Bob Odenkirk, accettando di assumere il progetto come produttore esecutivo della serie, vendendola a Adult Swim. Successivamente hanno presentato un programma live action e animato dal titolo Tim and Eric Awesome Show, Great Job!, presentato in anteprima l'11 febbraio 2007 su Adult Swim.

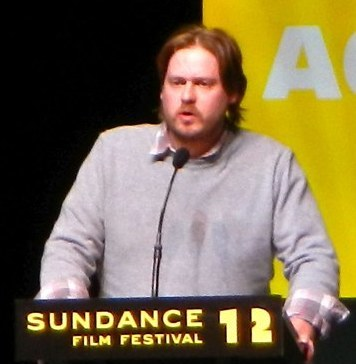
Tim Heidecker al Sundance Film Festival nel 2012

Il duo ha recitato nel film Tim and Eric's Billion Dollar Movie, apparendo più tardi nello speciale Young Person's Guide to History di Adult Swim e nel film Let's Go to Prison - Un principiante in prigione come ospiti speciali. Inoltre hanno fatto dei cameo nella serie di videogiochi televisivi scozzesi VideoGaiden e in un episodio di Mega64. Heidecker è apparso brevemente nel film Le amiche della sposa, oltre ad aver avuto un ruolo da protagonista nel film drammatico indipendente The Comedy, diretto da Rick Alverson e interpretato anche da Wareheim. Nell'estate del 2012, Heidecker ha recitato in un episodio di Workaholics e nel video musicale Watch the Corners dei Dinosaur Jr.. Nello stesso anno, Heidecker ha collaborato anche con il sito di recensioni cinematografiche RedLetterMedia, apparendo nell'episodio Half in The Bag.
Heidecker ha recitato in una serie di film per il sito web di Absolut Vodka con Wareheim e Zach Galifianakis. Nel marzo 2010, Heidecker e Wareheim hanno diretto una serie di spot pubblicitari per Old Spice con protagonista l'attore Terry Crews. Utilizzando i personaggi e gli sketch di Awesome Show, Heidecker e Wareheim (tramite la loro società Abso Lutely Productions) hanno creato una webserie intitolata Tim and Eric Nite Live!, trasmessa sul sito web SuperDeluxe.
Dal 2012, Heidecker ospita una webserie parodica e podcast chiamato On Cinema, dove lui e l'ospite speciale (Gregg Turkington) discutono di film del passato e del presente. Nel 2013 è stata distribuita l'app On Cinema Film Guide, con le voci di Heidecker e Turkington che hanno recensito oltre 17.000 film. Più tardi, Heidecker, Wareheim, Sarah Silverman, Michael Cera e Reggie Watts hanno annunciato l'apertura di un canale YouTube chiamato Jash, durante il podcast Comedy Bang! Bang!. Dal 2014 al 2017, Adult Swim ha trasmesso la serie horror antologica Tim ed Eric's Bedtime Stories. Il 29 marzo 2020, il duo ha presentato in anteprima la sitcom Beef House. Dal 2016 Heidecker ospita la webserie e podcast Office Hours Live insieme a Vic Berger e Doug Lussenhop, incentrate sulle telefonate e videochiamate con fan, comici, musicisti e commentatori politici. Il 23 ottobre 2020, Heidecker ha pubblicato il suo primo speciale di cabaret An Evening With Tim Heidecker su YouTube.

#### Musica

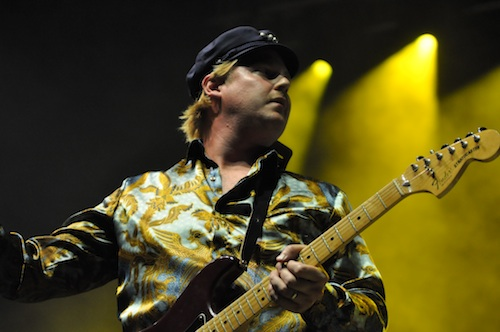
Tim Heidecker suona nel duo Tim & Eric nel 2009

Heidecker ha suonato in vari gruppi indie rock mentre era a Filadelfia, in Pennsylvania.
Nel 2008 ha fatto un'apparizione nel video musicale di You Don't Know Me di Ben Folds e Regina Spektor nel 2008. Sebbene Davin Wood abbia composto la musica per Tim and Eric Awesome Show, Great Job!, Heidecker a volte cantava e scriveva i testi. Nello stesso anno, Williams Street Records ha pubblicato Awesome Record, Great Songs! e Uncle Muscles Presents Casey And His Brother, con la musica delle prime due stagioni della serie. Wood aveva precedentemente composto la musica per Tom Goes to the Mayor e formato, insieme a Heidecker, il duo Heidecker & Wood. Ispirati dal genere soft rock degli anni '70, pubblicarono il loro primo album Starting From Nowhere il 15 marzo 2011. Il duo ha pubblicato un secondo album il 12 novembre 2013, dal titolo Some Things Never Stay the Same. Citano l'influenza di Randy Newman, Warren Zevon, Harry Nilsson e Boz Scaggs nell'album.

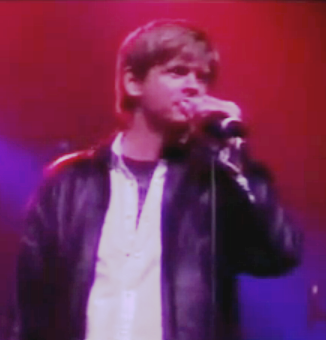
Tim Heidecker canta negli Heidecker & Wood nel 2012

Nel 2012, Heidecker ha contribuito con un jingle parodia della campagna per la candidatura presidenziale di Herman Cain intitolato Cain Train. Questa fu la prima di nove canzoni che alla fine sarebbero diventate un album completo intitolato Cainthology: Songs in the Key of Cain. Tutti i proventi delle vendite dell'album vanno a beneficio del Violence Intervention Program. Il numero nove è stato scelto come numero di canzoni e per il prezzo originale di 9,99 $, in riferimento al piano finanziario 9-9-9 di Herman Cain. Prima dell'uscita dell'album Tempest di Bob Dylan nel settembre 2012, Heidecker pubblicò un album parodia su Dylan chiamato Titanic, falsificando la notizia che l'album avrebbe contenuto una traccia di 14 minuti sull'RMS Titanic. Nel 2013, ha pubblicato altre due parodie su Dylan: Running Out the Clock, ispirata all'album Infidels, e Long Black Dress, nello stile di Tempest, collaborando inoltre con la band indie The Earth is a Man sulla cover di All the Tired Horses di Dylan.
Nel 2013, Heidecker ha pubblicato l'album Urinal St. Station sotto l'etichetta Drag City con la sua band, The Yellow River Boys. Il singolo principale Hot Piss è stato pubblicato nel giugno 2013. Vice Magazine ha nominato Urinal St. Station come il miglior album del 2013. Heidecker e Davin Wood hanno composto ed eseguito la canzone Weatherman che è stata utilizzata nel film The Age of Reason del 2014. Nel giugno 2014, Heidecker ed Eric Wareheim pubblicarono il singolo Jambalaya, sotto lo pseudonimo Pusswhip Banggang. Un album solista di Heidecker intitolato In Glendale è stato pubblicato il 20 maggio 2016 tramite la Rado Records. In seguito alla vittoria presidenziale di Donald Trump, ha pubblicato Too Dumb for Suicide: Tim Heidecker's Trump Songs l'8 novembre 2017 sotto il nome di Jagjaguwar. Nell'agosto 2020, Heidecker ha annunciato Fear of Death, un concept album con i membri dei Foxygen, The Lemon Twigs e Weyes Blood, distribuito il 25 settembre da Spacebomb Records. Il sesto album di Heidecker, High School, è stato pubblicato il 24 giugno 2022 con la Spacebomb Records, seguito da un tour di supporto in Nord America.

## Vita privata
Heidecker è sposato con l'attrice Marilyn Porayko. Hanno una figlia di nome Amelia, nata a novembre 2013, e un figlio di nome Charlie, nato a ottobre 2016.
Heidecker si è unito al Democratic Socialists of America nel giugno 2018. Si è descritto sia come ateo che come agnostico.

## Filmografia

### Attore

#### Cinema
- Horror in the Attic - Incubo senza fine (The Attic Expeditions), regia di Jeremy Kasten (2001)
- Let's Go to Prison - Un principiante in prigione (Let's Go to Prison), regia di Bob Odenkirk (2006)
- Terri, regia di Azazel Jacobs (2011)
- Le amiche della sposa (Bridesmaids), regia di Paul Feig (2011)
- Tim and Eric's Billion Dollar Movie, regia di Tim Heidecker e Eric Wareheim (2012)
- The Comedy, regia di Rick Alverson (2012)
- The Five-Year Engagement, regia di Nicholas Stoller (2012)
- Natale con i tuoi (A Merry Friggin' Christmas), regia di Tristram Shapeero (2014)
- Entertainment, regia di Rick Alverson (2015)
- Come ti rovino le vacanze (Vacation), regia di John Francis Daley e Jonathan M. Goldstein (2015)
- Fantastic 4 - I Fantastici Quattro (Fantastic Four), regia di Josh Trank (2015)
- First Girl I Loved, regia di Kerem Sanga (2016)
- Kuso, regia di Flying Lotus (2017)
- Brigsby Bear, regia di Dave McCary (2017)
- Flower, regia di Max Winkler (2017)
- Sundowners, regia di Pavan Moondi (2017)
- Ant-Man and the Wasp, regia di Peyton Reed (2018)
- Noi (Us), regia di Jordan Peele (2019)
- Mister America, regia di Eric Notarnicola (2019)
- Some of Our Stallions, regia di Carson Mell (2021)
- Manifest West, regia di Joe Dietsch e Louie Gibson (2022)
- Spin Me Round - Fammi girare (Spin Me Round), regia di Jeff Baena (2022)
- Deck of Cards, regia di Eric Notarnicola e Gregg Turkington (2022)
- First Time Female Director, regia di Chelsea Peretti (2023)
- Y2K, regia di Kyle Mooney (2024)

#### Televisione
- Documentary: The Series - serie TV, 1 episodio (2004)
- Mega64 - serie TV, 1 episodio (2006)
- Clark and Michael - serie TV (2007)
- Tim and Eric Nite Live! - serie TV, 12 episodi (2007-2008)
- Tim and Eric Awesome Show, Great Job! - serie TV, 55 episodi (2007-2017)
- A Vodka Movie - miniserie TV (2008)
- Young Person's Guide to History - serie TV, 1 episodio (2008)
- The Sarah Silverman Program - serie TV, 2 episodi (2008-2010)
- Talkshow with Spike Feresten - serie TV, 1 episodio (2009)
- Morning Prayer with Skott and Behr - serie TV (2010)
- Funny or Die Presents - serie TV, 6 episodi (2010-2011)
- Check It Out! with Dr. Steve Brule - serie TV, 4 episodi (2010-2014)
- Jon Benjamin Has a Van - serie TV, 1 episodio (2011)
- Workaholics - serie TV, 1 episodio (2012)
- Half in the Bag - serie TV, 1 episodio (2012)
- Comedy Bang! Bang! - serie TV, 2 episodi (2012-2016)
- Kroll Show - serie TV, 1 episodio (2013)
- Tiny Commando - miniserie TV, 2 episodi (2013)
- Eastbound & Down - serie TV, 8 episodi (2013)
- Drunk History - serie TV, 2 episodi (2013-2014)
- Pound House - serie TV, 3 episodi (2013-2016)
- Tim & Eric's Bedtime Stories - serie TV, 15 episodi (2013-2017)
- Tim & Eric's Go Pro Show - serie TV (2013)
- Tim's Kitchen Tips - serie TV (2013)
- Dr. Wareheim - serie TV (2013)
- Community - serie TV, 1 episodio (2014)
- The Birthday Boys - serie TV, 1 episodio (2014)
- Decker - serie TV, 48 episodi (2014-2017)
- Man Seeking Woman - serie TV, 1 episodio (2015)
- Another Period - serie TV, 1 episodio (2015)
- Fresh Off the Boat - serie TV, 1 episodio (2016)
- Portlandia - serie TV, 1 episodio (2017)
- Your Biggest Fan - serie TV, 1 episodio (2017)
- Awesome 10 Year Anniversary Version, Great Job? - special televisivo (2017)
- The Trial - miniserie TV, 6 episodi (2017)
- Black Monday - serie TV, 1 episodio (2019)
- A.P. Bio - serie TV, 1 episodio (2019)
- I Think You Should Leave with Tim Robinson - serie TV, 3 episodi (2019-2023)
- On Cinema - serie TV, 5 episodi (2019-2021)
- Beef House - serie TV, 4 episodi (2020)
- Truthpoint - serie TV, 1 episodio (2020)
- Moonbase 8 - serie TV, 6 episodi (2020)
- An Evening with Tim Heidecker - special televisivo (2020)
- Crank Yankers - serie TV, 1 episodio (2021)
- Just Beyond - serie TV, 1 episodio (2021)
- Our Flag Means Death - serie TV, 1 episodio (2022)
- Killing It - serie TV, 10 episodi (2022-2023)
- Miracle Workers - serie TV, 1 episodio (2023)

#### Cortometraggi
- Tom Goes to the Mayor, regia di Tim Heidecker e Eric Wareheim (2003)
- Tom Goes to the Mayor Returns, regia di Tim Heidecker e Eric Wareheim (2003)
- My 2 Fathers, regia di Tim Heidecker e Eric Wareheim (2004)
- Al's Brain in 3-D, regia di "Weird Al" Yankovic (2009)
- The Terrys, regia di Tim Heidecker e Eric Wareheim (2011)
- Hamper's Pre-Natal Life Coaching, regia di Tim Heidecker e Eric Wareheim (2013)
- Tim and Eric Jambalaya, regia di Gregory Groves (2014)
- That Dog, regia di Nick Thorburn (2015)
- Dayworld, regia di Cole Kush e Jay Speedy Weingarten (2018)

### Doppiatore
- Aqua Teen Hunger Force - serie animata, 1 episodio (2004)
- Tom Goes to the Mayor - serie animata, 30 episodi (2004-2006)
- House of Cosbys - serie animata, 1 episodio (2005)
- Acceptable TV - serie TV, 1 episodio (2007)
- I Simpson - serie animata, 1 episodio (2011)
- Bob's Burgers - serie animata, 4 episodi (2011-2022)
- On Cinema Film Guide - videogioco (2013)
- Webisodes - serie animata, 1 episodio (2013)
- Jeff & Some Aliens - serie animata, 1 episodio (2017)
- Clarence - serie animata, 1 episodio (2017)
- Animals. - serie animata, 1 episodio (2017)
- Pickle and Peanut - serie animata, 1 episodio (2018)
- The Emperor's Newest Clothes, regia di Simón Wilches (2018)
- Wild Life - serie animata, 1 episodio (2020)
- Ultra City Smiths - serie TV, 6 episodi (2021)
- The People's Joker, regia di Vera Drew (2022)
- Fired on Mars - serie animata, 7 episodi (2023)
- Solar Opposites - serie animata, 1 episodio (2023)
- Teenage Euthanasia - serie animata, 1 episodio (2023)
- Carol e la fine del mondo (Carol & The End of the World) - serie animata, 5 episodi (2023)

## Discografia

### Album in studio
- 2002 - Theatre of Magic (come The Tim Heidecker Masterpiece)
- 2008 - Awesome Record, Great Songs! Volume One (come Tim & Eric)
- 2008 - Uncle Muscles Presents Casey And His Brother (come Casey And His Brother)
- 2011 - Cainthology: Songs in the Key of Cain
- 2011 - Starting From Nowhere (come Heidecker & Wood)
- 2013 - Some Things Never Stay the Same (come Heidecker & Wood)
- 2013 - Urinal St. Station (come The Yellow River Boys)
- 2014 - Jambalaya (come Pusswhip Banggang)
- 2016 - In Glendale
- 2017 - Too Dumb for Suicide
- 2019 - What the Brokenhearted Do...
- 2020 - Fear of Death
- 2021 - Greatest Hits (come The Yellow River Boys)
- 2022 - High School
- 2024 - Slipping Away

### EP
- 2000 - Working Vacation (come The Tim Heidecker Masterpiece)

### Raccolte
- 2018 - Another Year In Hell: Collected Songs from 2018

## Doppiatori italiani
Nelle versioni in italiano dei suoi lavori, Tim Heidecker è stato doppiato da:
- Marco Vivio in Noi, Moonbase 8
- Gabriele Marchingiglio in Community
- Stefano Billi in Brigsby Bear
- Francesco Pezzulli in Just Beyond
- Luca Sandri in Workaholics
- Matteo Brusamonti in Spin Me Round - Fammi girare

Da doppiatore è sostituito da:
- Raffaele Carpentieri in Animals